# Kamen Rider Black
Kamen Rider Black (仮面ライダーBLACK Kamen Raida Burakku?) es el título de la octava temporada de la franquicia Kamen Rider. A diferencia de otras series de la franquicia,esta es la primera temporada  que no hizo ninguna referencia con ninguna temporada anterior, y que fue al mismo tiempo la única que tuvo una secuela directa, Kamen Rider Black RX. Un reboot titulado Kamen Rider Black Sun (仮面ライダーBLACK SUN, Kamen Raidā Burakku San) se estrenó en 2022.

## Argumento
Después de ser secuestrados por el culto Gorgom en la noche de su 19º cumpleaños, los hermanastros Kōtarō Minami y Nobuhiko Akizuki fueron sometidos a una cirugía cyborg con el propósito de convertirlos en los candidatos para ser los próximos Reyes del Siglo, guerreros destinados a superarse en la batalla final: quien gane se convertirá en el próximo Rey de la Creación. Kōtarō escapó antes de  que le lavaran el cerebro con la ayuda de su padre adoptivo, y decide volverse contra Gorgom. Pronto descubre la horrible verdad de su padrastro: Gorgom mató originalmente a sus padres y, dado que tanto Kōtarō como Nobuhiko nacieron el día del eclipse solar, se los conoce como "Black Sun" y "Shadow Moon". Kōtarō, tomando el nombre de Kamen Rider Black, está decidido a rescatar a su hermanastro de Gorgom mientras protege a Japón. Sin embargo, más adelante Nobuhiko emerge como Shadow Moon para luchar contra Kōtarō y reclamar el trono como el próximo Rey de la Creación.

## Personajes

### Rider
- Kōtarō Minami (南 光太郎 Minami Kōtarō?)/Kamen Rider Black (仮面ライダーBLACK Kamen Raidā Burakku?): Kōtarō es un hombre emocional que ha servido tanto para bien como para mal. Después de perder aparentemente a su hermanastro cuando se convirtió en Shadow Moon, Kōtarō hizo todo lo posible para recuperar a Nobuhiko y se entristeció por tener que pelear con él. Tampoco se dio por vencido con Nobuhiko y trató de salvarlo incluso como Shadow Moon.

### Aliados
- Kyōko Akizuki (秋月 杏子 Akizuki Kyōko?) Es la hermana menor de Nobuhiko, atacada varias veces por los Sumos Sacerdotes ya que su fuerza vital podría despertar a Shadow Moon. Al principio ella no estaba al tanto de que Kōtarō era Black hasta que fue secuestrada y salvada por él.
- Katsumi Kida (紀田 克美 Kida Katsumi?) Es la novia de Nobuhiko, como Kyōko, ella no sabe que Kōtarō es Black hasta que Kyōko le dice la verdad sobre Kōtarō.
- Ryusuke Taki (滝 竜介 Taki Ryūsuke?) Es un agente de Interpol de América. Asiste a Kamen Rider Black al derrotar a Gorgom.

### Villanos
- Gorgom (ゴルゴム Gorugomu?): Es un grupo de culto y criminal. El grupo es conocido por sus actividades terroristas en nombre de la dominación mundial y la superioridad racial sobre la humanidad.
  - Rey de la Creación (創生王 Sōseiō?): Es el líder de Gorgom, supuestamente es el ser más poderoso que ha vivido durante los últimos 50,000 años. La verdadera cara del Rey de la Creación era un corazón flotante gigante. Se comunica con los Sacerdotes y los Reyes del siglo por telepatía. Cada 50,000 años, el Rey de Creación existente muere. Cuando se acerca este momento, se eligen dos Reyes del Siglo, que eventualmente lucharán entre sí, el ganador reclama ambos King Stones (y la vida del perdedor) y se convierte en el nuevo rey de la Creación. Mientras supera al anterior Rey de la Creación en el poder para gobernar Gorgom durante los próximos 50,000 años.
  - Sumo Sacerdote Darom (大神官ダロム Daishinkan Daromu?): Es el líder de los Sumos Sacerdotes. Él puede manipular a los demás simplemente señalándolos.
  - Sumo Sacerdote Baraom (大神官バラオム Daishinkan Baraomu?): Es uno de los Sumo Sacerdotes. Él puede descargar rayos láser letales de sus manos robóticas. generalmente está a cargo del despliegue de los Mutantes de Gorgom.
  - Suma Sacerdotisa Bishium (大神官ビシュム Daishinkan Bishumu?): Es la única mujer entre los Sumos Sacerdotes. Ella puede descargar rayos láser de sus ojos.
  - Bilgenia (ビルゲニア Birugenia?): El guerrero de Gorgom. Nació hace 30,000 años en un día de eclipse solar, al igual que Kōtarō y Nobuhiko. Sin embargo, nunca se le dio una King Stone porque el Rey de la Creación no lo favoreció y, por lo tanto, no pudo convertirse en el próximo Rey de la Creación. Esto lo hizo enojar tratando de rebelarse contra él y resultó con el Rey de la Creación sellándolo en un ataúd.
  - Hideomi Kuromatsu (黒松 英臣 Kuromatsu Hideomi?): Es científico, ganador del Premio Nobel de la Paz y profesor de la Universidad Tohto. Es el científico principal de Gorgom en la conversión de humanos (voluntarios o no) en varios mutantes. Kuromatsu también tiene manos intercambiables para que él pueda experimentar con dichos humanos.

### Otros
- Nobuhiko Akizuki (秋月 信彦 Akizuki Nobuhiko?)/Shadow Moon (シャドームーン Shadō Mūn?): Solía ser el hermanastro y el mejor amigo de Kōtarō Minami, cuando ambos fueron secuestrados Nobuhiko no logró escapar. Después de convertirse en Shadow Moon, Nobuhiko se convirtió en un hombre frío, despiadado, obsesionado con derrotar a Kamen Rider Black y convertirse en el nuevo Rey de la Creación. Aunque es debatible su estatus de Kamen Rider oficial, sirve como prototipo para futuros Riders malignos.

## Episodios
1. ¡¡Black!! Transformación (BLACK！！変身 Burakku!! Henshin?)
2. Fiesta de mutantes (怪人パーティ Kaijin Pātī?)
3. ¿Extraño? Extraños humanos reconstruidos (怪？怪・改造人間 Kai? Kai Kaizō Ningen?)
4. El laboratorio del Diablo (悪魔の実験室 Akuma no Jikkenshitsu?)
5. Corre a través del laberinto, Kōtarō (迷路を走る光太郎 Meiro o Hashiru Kōtarō?)
6. El misterio de los secretos psícquico (秘密透視のなぞ Himitsu Tōshi no Nazo?)
7. La bio-máquina regenerada (復元する生体メカ Fukugen Suru Seitai Meka?)
8. El trino del Diablo (悪魔のトリル Akuma no Toriru?)
9. Los labios rojos de Bishum (ビシュムの紅い唇 Bishumu no Akai Kuchibiru?)
10. ¿Dónde está Nobuhiko? (信彦はどこに？ Nobuhiko wa Doko ni??)
11. Los mutantes hambrientos (飢えた怪人たち Ueta Kaijin-tachi?)
12. El nacimiento de la super máquina legendaria (超マシン伝説誕生 Chō Mashin Densetsu Tanjō?)
13. Mi madre es una niñera mutante (ママは怪人養育係 Mama wa Kaijin Yōikugakari?)
14. El día que el atún desapareció (マグロが消えた日 Maguro ga Kieta Hi?)
15. Dirigido a la escuela zombie (狙われた怪奇学園 Newareta Kaiki Gakuen?)
16. ¡Mi amigo! Ve mas allá del mar (友よ！海を越えて Tomo yo! Umi o Koete?)
17. El extraño sueño de Kyōko (杏子の不思議な夢 Kyōko no Fushigi na Yume?)
18. ¡¡La espada santa de Bilgenia!! (剣聖ビルゲニア！！ Kensei Birugenia!!?)
19. La trampa sofocante del infierno (息づまる地獄の罠 Ikidzumaru Jigoku no Wana?)
20. La tumba del Rider (ライダーの墓場 Raidā no Hakaba?)
21. ¡Choque! Las dos super máquinas (激突！二大マシン Gekitotsu! Ni Dai Mashin?)
22. La sombra que acecha al padre (パパを襲う黒い影 Papa o Osō Kuroi Kage?)
23. Los poderes mágicos de Marumo (マルモの魔法の力 Marumo no Mahō no Chikara?)
24. La pesadilla de la estudiante universitaria (女子大生の悪夢 Joshidaisei no Akumu?)
25. La rugiente máquina armada (爆走する武装メカ Bakusō Suru Busō Meka?)
26. Rescata a la chica psíquica (超能力少女を救え Chōnōryoku Shōjo o Sukue?)
27. La carretera peligrosa que respira fuego (火を噴く危険道路 Hi o Fuku Kiken Dōro?)
28. La invitación al infierno del escarabajo (地獄へ誘う黄金虫 Jigoku e Sasō Koganemushi?)
29. Dirigido a la máscara de la muerte (獲物はデスマスク？ Emono wa Desu Masuku??)
30. ¡Aloha a un asesino! (暗殺者にアロハ！ Ansatsusha ni Aroha!?)
31. ¡Quema! chicos guerreros (燃えよ！少年戦士 Moe yo! Shōnen Senshi?)
32. La chica de los sueños Yuki (夢少女・ユキ Yume Shōjo Yuki?)
33. Padre, hijo y un río de amor (父と子の愛の河 Chichi to Ko no Ai no Kawa?)
34. ¡¿Resurreccion?! El príncipe del infierno (復活？！地獄王子 Fukkatsu?! Jigoku Ōji?)
35. ¡Confrontación! Los dos príncipes (対決！二人の王子 Taiketsu! Futari no Ōji?)
36. La declaración de guerra de amor y muerte (愛と死の宣戦布告 Ai to Shi no Sensen Fukoku?)
37. Recuerdos del cielo de Yubari (想い出は夕張の空 Omoide wa Yūbari no Sora?)
38. ¿¡Misterio!? El escuadrón EP-Party Boy (謎！？ＥＰ党少年隊 Nazo!? Ī Pī Tō Shōnentai?)
39. Los colmillos venenosos del ídolo (アイドルの毒牙 Aidoru no Dokuga?)
40. El secreto del maestro de karate (カラテ名人の秘密 Karate Meijin no Himitsu?)
41. El peligroso ladrón del tiempo (あぶない時間泥棒 Abunai Jikan Dorobō?)
42. La reunión de los mutantes de Tokyo (東京-怪人大集合 Tōkyō - Kaijin Daishūgō?)
43. ¡Batalla en la granja de mutantes! (怪人牧場の決闘！ Kaijin Bokujō no Kettō!?)
44. Un océano dentro del armario (タンスの中は海！ Tansu no Naka wa Umi?)
45. La muerte de la flor mutante de Bishum (妖花ビシュムの死 Yōka Bishumu no Shi?)
46. La muerte feroz de Baraom (壮絶バラオムの死 Sōzetsu Baraomu no Shi?)
47. La muerte del Rider (ライダー死す！ Raidā Shisu!?)
48. Ramo de reminiscencia, en el océano (海に追憶の花束を Umi ni Tsuioku no Hanataba o?)
49. ¡Batalla feroz! La muerte de Darom (激闘！ダロムの死 Gekitō! Daromu no Shi?)
50. ¿La verdadera forma del Rey de la Creación? (創世王の正体は？ Sōsei Ō no Shōtai wa??)
51. El último día de Gorgom (ゴルゴム最期の日 Gorugomu Saigo no Hi?)

### Películas
- Kamen Rider Black: Hurry to Onigashima (仮面ライダーＢＬＡＣＫ鬼ヶ島へ急行せよ Kamen Raidā Burakku Onigashima e Kyūkō seyo?): Estrenada el 12 de marzo de 1988.
- Kamen Rider Black: Terrifying! The Phantom House of Devil Pass (仮面ライダーＢＬＡＣＫ　恐怖!悪魔峠の怪人館 Kamen Raidā Burakku Kyōfu! Akumatōge no Kaijinkan?): Estrenada el 9 de julio de 1988.

### Kamen Rider Black Sun
Con motivo del Aniversario #50 de Kamen Rider, se confirmó un reboot de Kamen Rider Black, titulado Kamen Rider Black Sun. Dirigida por Kazuya Shiraichi y estrenada en 2022.

## Reparto
Kamen Rider Black Han Sido Doblado Por Castellano España en la Década de 90 Que Transmite Canal Tokumania 
- Kōtarō Minami Félix Minami/ Kamen Rider Black: Tetsuo Kurata José Antonio Gavira
- Kamen Rider Black (actor suit): Jiro Okamoto Daniel Palacios
- Kyōko Akizuki Kimberly González: Akemi Inoue Nonia De La Gala
- Katsumi Kida Laura: Ayumi Taguchi Mariló Seco
- Ryusuke Taki Daniel: Masaki Kyomoto Alejandro Abaiceta
- El Rey de la Creación: Takeshi Watabe Antonio Inchausti
- Darom: Shozo Iizuka Jorge Tomé
- Baraom: Toshimichi Takahashi Mauro Rivera
- Bishium: Hitomi Yoshii Julia Oliva
- Bilgenia: Jun Yoshida Juan Fernández Mejias
- Hideoki Kuromatsu: Susumu Kurobe José Manuel Seda
- Nobuhiko Akizuki: Takahito Horiuchi Luis Fernando Ríos
- Shadow Moon (actor suit): Tokio Iwata Daniel Palacios
- Narrador: Kiyoshi Kobayashi (1-39) y  Issei Masamune (40-51) Jorge Tomé

## Temas musicales

### Tema de entrada
- Kamen Rider Black (仮面ライダーBLACK Kamen Raidā Burakku?)
  - Letra: Yoko Aki
  - Música: Ryudo Uzaki
  - Arreglos: Eiji Kawamura
  - Intérprete: Tetsuo Kurata

### Tema de cierre
- Long Long Ago, 20th Century
  - Letra: Yoko Aki
  - Música: Ryudo Uzaki
  - Arreglos: Eiji Kawamura
  - Intérprete: Norio Sakai